# Melilla
Melilla (tarifsko Mřič) je mesto v Španiji, ki stoji v severni Afriki na obali Sredozemskega morja. Meji z Marokom. Pokriva površino 20 km² in ima skoraj 70.000 prebivalcev.
Melilla je tako kot Ceuta špansko avtonomno mesto v Severni Afriki. Do leta 1995 sta bili Melilla in Ceuta del province Málaga, potem pa sta postali avtonomni mesti.